# Brjatschislaw von Polozk

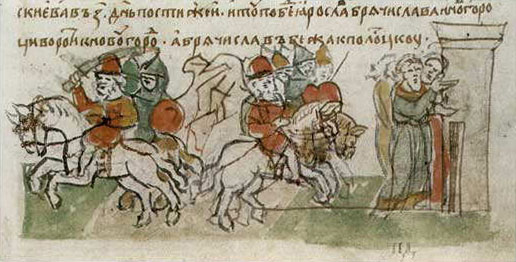
Schlacht an der Sudoma, Radziwiłł-Chronik, 15. Jahrhundert

Brjatschislaw von Polozk (belarussisch Брачыслаў Ізяславіч, russisch Брячисла́в Изясла́вич, altisländisch Vartilafr; * um 997; † 1044) war Fürst von Polozk (1003–1044).

## Name
Brjatschislaw war wahrscheinlich eine altrussische Variante des tschechischen Namens Vratislav.

## Leben
Brjatschislaw war ein Sohn von Fürst Isjaslaw von Polozk und Enkel von Wladimir dem Großen und Rogneda. Der Name seiner Mutter ist nicht bekannt. Er wurde um 997 geboren.
1001 starb sein Vater, 1003 sein Bruder Wseslaw. Danach wurde Brjatschislaw Fürst von Polozk. 1015 erhielt er nach dem Tode seines Großvaters auch Luzk.
1020 griff er Nowgorod an. Jaroslaw der Weise schlug ihn auf seinem Rückweg in der Schlacht an der Sudoma. Im folgenden Jahr wurden ihm in einem Friedensvertrag Witebsk und Uswjat zugesprochen. Auch in den folgenden Jahren gab es eine Distanz zu Jaroslaw.
Wahrscheinlich war Brjatschislaw Gründer der Stadt Brjatschislawl (Braslau).
1044 starb er in Polozk.

## Ehen und Kinder
Der Name seiner Ehefrau ist nicht überliefert. Ein Sohn war
- Wseslaw (um 1029–1101), Fürst von Polozk (1044–1101), Großfürst von Kiew (1068–1069)